# Kenneth Bianchi
Kenneth Alessio Bianchi (* 22. května 1951, Rochester, New York, USA) je americký sériový vrah, který je odsouzen k doživotnímu trestu odnětí svobody za brutální sexuální zneužití a následné zabití sedmi dívek a mladých žen, přestože se sám přiznal k 15 vraždám. V dalších třech nevyřešených vraždách z let 1971–1973 je dodnes hlavním podezřelým. Trest si odpykává ve Washingtonské státní věznici ve Walla Walla.

## Životopis

### Rané mládí
Kenneth se narodil v pátek dne 22. května 1951 v Rochesteru ve státě New York jako čtvrté dítě Florence Kingové. Florence v té době bylo sedmnáct let a pracovala jako gogo tanečnice. Biologický otec Kennetha nebyl znám a Florence nabídla Kena ihned k adopci.
Během několika týdnů Kenneth vystřídal mnoho rodin, kde se po většinou stal spíše přítěží než milovaným členem rodiny. Díky této zkušenosti Ken již ve velmi raném věku emočně strádal a jeho psychický vývoj byl negativně narušen.

### Adopce a nová rodina
Kennetha ve třech měsících adoptovala Frances Bianchi (*1918) společně se svým manželem Nicolasem, jelikož Frances do svých dvaatřiceti let nemohla otěhotnět, a tak se rozhodla pro adopci.
Frances po celý život sužovaly těžké deprese a byla úzkostlivou hypochondričkou. Většinu svých problémů se jí podařilo schovat za přehnanou starostlivost a také za začínající totalitní chování vůči malému Kenovi, čímž zapříčinila budoucí nenávistné a agresivní chování Kena k ženám. Naopak Kenneth miloval svého otce Nicolase, ač ani on mu nemohl býti vzorem. Nicolas byl notorický hráč, většinu výplaty prohrál a sázením si nadělal dluhy. Lichváři mu začali vyhrožovat, že ho zastřelí, jestliže dluhy nesplatí, a tak rodina byla nucena velmi často měnit bydliště. V roce 1954 se přestěhovali k Jennifer Buonové - sestře Frances, kde na chvíli nalezli bezpečné útočiště.
Ve věku pěti let Ken utrpěl první ze dvou vážných poranění hlavy. Utíkal po betonových schodech, zakopl a rozbil si hlavu. Pouze o měsíc později spadl na hřišti z prolézačky, když si hrál se svými vrstevníky. Během pádu několikrát narazil hlavou na ocelovou příčku a měl zlomený nos. Ken často přitahoval nehody, místo chůze raději utíkal a neustále zakopával. Tento pád ale způsobil daleko horší důsledky, které ruinovaly jeho již tak nalomené sebevědomí - začal se v průběhu dne pomočovat, získal tiky v obličeji a ve stejný čas mu začalo velmi silné astma. Kvůli těmto problémům se malý Kenneth uzavřel do sebe, zamkl se na půdě domu a trávil celé hodiny o samotě.
Nicolasovi se podařilo ušetřit nějaké peníze, splatit dluhy a odstěhovat se společně s rodinou zpátky do Rochesteru. V roce 1960 Kenneth na výzvu Společnosti pro prevenci krutého zacházení s dětmi navštívil krátkodobě nemocniční kliniku v Rochesteru. Pozvání bylo doporučeno ze strany školy a z agentury, která zprostředkovala adopci Kena. Výsledky byly naprosto šokující. Bylo zjištěno mnoho fobií, závislost na matce, která ho naprosto ovládala, již v devíti letech byl rozpolcenou osobou a potlačoval odmítavou agresi. V roce 1961 byl opět vyšetřen na základě stížnosti, která zněla ze školského prostředí kvůli velmi častým absencím. Lékaře velmi znepokojilo neustálé Kenovo pomočování, matka Frances ale léčbu nepovolila.
V červnu roku 1965 otec Nicolas zemřel na srdeční infarkt. Tato událost způsobila další stěhování Kena s matkou do nového města, čímž byl zase vytržen ze školního prostředí.
Ve druhém ročníku střední školy měl Kenneth první sexuální styk s dívkou. Ve své rukopise tvrdí, že to byl nejkrásnější zážitek, který do té doby prožil. Velký problém byl v tom, že toho času bylo dívce devět let. Dále přiznává, že do svých osmnácti let měl pohlavní styk s dalšími dívkami, o kterých mluví jako o „ženách“. Jejich věk se pohyboval od 9 do 14 let.
| „ | K našemu prvnímu pohlavnímu styku došlo u ní doma, když její rodiče a sestra odjeli pryč. Bylo to krátké a já byl tak nervózní, že se mi třásly ruce. Usilovně jsem se snažil, abych byl trpělivý a něžný tak, jak jsem si myslel, že by muž byl. Kenneth Bianchi úryvek z knihy Zpověď sériových vrahů 2 | “ |

Kenneth si chtěl splnit životní sen stát se policistou a v roce 1970 nastoupil na policejní akademii. Bohužel v žádném z předmětů nevynikal a velmi záhy musel akademii opustit kvůli velmi špatnému prospěchu. V roce 1971 se Ken oženil s Brendou Beckovou, která ho vyhodila po jisté době na ulici, jelikož ho přistihla při nevěře. Nejen, že se Kenovi zhroutil sen stát se policistou, ale nedokázal si udržet ani manželství, a tak se propadl do velmi těžké deprese.

### Vraždy podle abecedy
V této době začínají „vraždy podle abecedy“, ze kterých Ken je dodnes podezřelý, ač se k nim sám nikdy nepřiznal. První vražda se stala dne 16.11. 1971, kde obětí se stala desetiletá Carmen Colonová. Kenneth shodou náhod pár dní před unesením dívky potřetí propadl u zkoušek a manželka ho vyhodila z domu. Druhou zavražděnou dívkou byla Wanda Walkowitzová (11 let). Tato událost se stala krátce poté, co Kennetha vyhodila milenka z bytu, jistá Donna Duransová. Třetí vražda se stala v listopadu 1973, obětí byla jedenáctiletá Michella Maenzová. Předchozí den se Ken rozešel s Donnou. Všechny tři dívky byly uškrcené, znásilněné, na jejich oblečení se našly chlupy bílé kočky. Svědkové tvrdí, že je naposledy viděli s bělochem, který řídil bílou limuzínu. Popis přesně seděl na Kennetha Bianchiho, který měl tou dobou bílou limuzínu, Frances vlastnila bílou kočku a všechny vraždy se staly v okolí jednoho a půl kilometru od Kenova domu. Ken jako geniální lhář si vymyslel alibi, které policie nikdy neprošetřila a odmítl poskytnout vzorky tělesných tekutin. Dodnes nikdo z těchto vražd nebyl usvědčen.
Matka Frances v roce 1992 řekla policii : „Zdálo se, že pokaždé, když se Ken pohádal se svou přítelkyní nebo měl nějaký problém , šel ven a někoho zabil. Totéž jsem řekla i policii.“

### Život v Los Angeles
V roce 1975 se Kenneth přistěhoval ke svému adoptivnímu bratranci Angelovi Buonovi do Los Angeles. Získal práci v realitní kanceláři California Land Title na pozici úředníka.
Na pracovním silvestrovském večírku roku 1977 se Kenneth seznámil s krásnou brunetou, Kelly Kae Boydovou. Začali se intenzivně scházet, ale Kelly po měsíci vztah ukončila. Kenneth se ale nevzdal a po čase vztah opět obnovili, začali spolu bydlet. V květnu 1977 Kelly s Bianchim otěhotněla. Jelikož Ken měl mnohem nižší plat než Kelly, snažil se vydělat peníze i z podvodů a drobných krádeží. Podvod, který byl větších rozměrů než ostatní a později se mu stal osudným, bylo založení vlastní psychologické poradny. Pronajal si ordinaci, vystavil si falešný diplom a padělal děkovné dopisy z institucí. Kelly podvod odhalila a chtěla se s ním rozejít. Bianchi si ji usmířil lží, že má rakovinu plic, a tak ho Kelly vzala na milost. Jakmile zjistila, že Kenneth je chronický lhář a rakovinu si vymyslel, vyhodila ho na ulici.
Týden poté byla Kenovi představena šestnáctiletá Sabra Hannanová, která začínala slibnou kariéru modelky. Při pohledu na ni Bianchi vymyslel nový plán, jak přijít k penězům - donutit ji k prostituci. Opilou ji přivedl k Buonovi, kde ji opakovaně znásilňovali a pod výhrůžkou smrti ji donutili přivést její kamarádku, patnáctiletou Becky Spearsovou. Když se jednou Becky před svým klientem rozbrečela a vysvětlila, za jakých podmínek musí práci prostitutky vykonávat, bohatý právník ji odvezl na letiště, koupil letenku domů a dal jí peníze na cestu. Jakmile Buonovi s Bianchim pohrozil fyzickým útokem na jejich osobu, museli propustit i druhou dívku.
Tento příjem peněz se jim ale zamlouval, a tak koupili od jisté prostitutky seznam zákazníků, kteří pravidelně využívali eskortní služby. Bratranci velmi záhy zjistili, že seznam je falešný. V návalu vzteku vyhledali prostitutku, která jim seznam prodala a stala se první obětí škrtičů z Hillside. Tato vražda sloužila jako vzor pro všechny ostatní vraždy, které bratranci vykonali během roku 1977.

## Oběti škrtičů z Hillside
Seznam obětí:
| Jméno                          | Věk    | Povolání                                        | |
| ------------------------------ | ------ | ----------------------------------------------- | --- |
| Laura Collinsová               | 26 let | Prostitutka                                     | Prostitutka, která jim prodala falešný seznam zákazníků, první obětí Bianchiho a Buona. Na seznam obětí byla přidána až v roce 1978 pro dostatek důkazů po dlouhém vyšetřování. Naposledy viděna 4. září 1977, tělo nalezeno 9. září 1977. Uškrcena.                             |
| Yolanda Washingtonová          | 19 let | Servírka, prostitutka                           | Kamarádka Laury Collinsové, matka 2,5leté holčičky. Tělo nalezeno 18. října 1977. Znásilněna, uškrcena. |
| Judith Lynn Millerová          | 15 let | Prostitutka, studentka                          | Unesena 31. října 1977, téhož dne nalezeno tělo. Znásilněna, uškrcena. |
| Elissa Teresa Kastinová        | 21 let | Servírka, tanečnice a příležitostná prostitutka | Unesena 5. listopadu 1977, tělo nalezeno den poté. Znásilněna tupým předmětem, uškrcena. |
| Jill Barcombeová               | 18 let | Prostitutka                                     | Naposledy viděna 9. listopadu 1977, tělo nalezeno následující ráno. Znásilněna, uškrcena. |
| Evelyn Jane Kingová            | 28 let | Modelka, začínající herečka                     | Naposledy viděna 9. listopadu 1977, tělo nalezeno 23. listopadu 1977. Opakovaně znásilněna, uškrcena. |
| Sonja Johnsonová               | 14 let | Školačka                                        | Znásilněna a uškrcena Angelem Buonem, zatímco Bianchi stál před domem s Dolores Cepedaovou. Naposledy viděna 13. listopadu 1977 společně se svojí kamarádkou Dolores. Tělo nalezeno 20. listopadu 1977.                                                                          |
| Dolores Ann “Dolly” Cepedaová  | 12 let | Školačka                                        | Naposledy viděna 13. listopadu 1977, tělo nalezeno 20. listopadu 1977. Znásilněna, uškrcena. |
| Kathleen Robinsonová           | 17 let | Studentka                                       | Unesena 16. listopadu 1977, tělo nalezeno den poté. Uškrcena, podříznuté hrdlo. |
| Kristina Wecklerová            | 20 let | Studentka                                       | Žila s Bianchim ve stejné ulici, Kenneth jí nadbíhal, ale ona odmítala s ním jít na schůzku. Mučena vpichováním vzduchu do žil, posléze injekčně vpraveny žíravé čisticí prostředky. Den smrti 19. listopadu 1977, tělo nalezeno 20. listopadu 1977. Znásilněna, udušena plynem. |
| Lauren Rae Wagnerová           | 18 let | Studentka, sekretářka                           | Tělo nalezeno 29. listopadu 1977. Znásilněna, mučena elektrickým proudem, uškrcena. |
| Kimberly “Kim” Diane Martinová | 17 let | Prostitutka                                     | Zabita 13. prosince 1977, nalezeno tělo 14. prosince 1977. Znásilněna, mučena, uškrcena. |
| Cindy Lee Hudspethová          | 20 let | Servírka, telefonní operátorka                  | Nalezeno tělo 17. února 1978. Znásilněna, mučena, uškrcena. |

## Vraždy bez pomoci a Kennethovo dopadení
Cindy byla poslední obětí škrtičů z Hillside a zároveň poslední vražda Kennethova bratrance Buona. Ovšem Ken svoji vražednou éru ještě neukončil. Opustil Los Angeles, jelikož došlo na ostrou výměnu názorů mezi ním a Angelem. Usadil se v Bellinghamu s Kelly, se kterou se mu podařilo opět urovnat vztah a získal práci u bezpečnostní služby WSA.
Oběti v Bellinghamu byly dvě :
- Karen Mandicová - 22 let, studentka, pokladní

Naposledy viděna 11. ledna 1979, tělo nalezeno den poté. Znásilněna, uškrcena.
- Diane Wilderová - 20 let, studentka

Kamarádka a spolubydlící Karen Mandicové.
Naposledy viděna 11. ledna 1979, tělo nalezeno 12. ledna 1979 s tělem Karen. Znásilněna, uškrcena.
Karen získala od Kennetha nabídku ohlídat dům za sto dolarů na hodinu. S touto brigádou se Karen pochlubila dvěma svým kamarádům a snažila se je uklidnit tím, že si do domu pozvala svoji spolubydlící Dianu. Tato brigáda byla ale jen pastí, kterou Bianchi využil k znásilnění a následnému zabití dvou mladých žen.
Jelikož se Karen s Diane nevrátily včas, jeden z kamarádů zavolal dispečerce společnosti WSA, kde pracoval Bianchi, a dožadoval se informací ohledně brigády, kterou Karen přijala.
Velmi záhy začalo pátrání po mladých dívkách, protože v seznamech žádný údaj o hlídání domu nebyl. Když policie se dostala do bytu dívek, našli na stole Dianin vzkaz pro Karen s telefonním číslem a Bianchiho jménem.
Druhého dne se našlo zaparkované Karenino auto s těly Karen a Diane na zadní sedačce.
Kenneth Bianchi byl ihned zatčen a poslán do vazby. Svědek potvrdil, že ze slepé ulice kolem desáté hodiny večerní se vyřítilo firemní auto s logem firmy WSA.
Kenneth měl možnost volby. Buď bude na základě důkazů souzen a s velkou pravděpodobností mu bude hrozit trest smrti anebo se přizná, přičemž by stát upustil od smrtícího trestu.

### Smyšlená Bianchiho schizofrenie
Kenneth svolil k výslechu na detektoru lži, který potvrdil nevěrohodnost jeho výpovědí. Bianchi ze strachu z trestu smrti na radu obhájce prohlásil, že je nevinný z důvodu nepříčetnosti. Byla přezkoumána jeho minulost a výsledky byly pro Kennetha zcela zásadní. Bylo zjištěno, že Ken mohl být jako dítě zneužíván a jeho duševní rovnováha byla narušena. Výsledky nevyloučily ani mnohočetnou poruchu osobnosti.
Tato informace Kennetha inspirovala k nové hře, jejíž pravidla si v klidu mohl rozmyslet v cele vazební věznice. Nastudoval si knihy a zhlédl filmy, které o mnohočetné poruše osobnosti pojednávaly a nové poznatky využil při nařízeném výzkumu, který měl za úkol Kennethovu poruchu potvrdit. Při vyšetření na scénu přichází Steve Walker, Bianchiho druhé, vražedné já.
Kenneth svou novou smyšlenou roli zvládl opravdu brilantně - výzkumem prošlo na 6 lékařů, kteří se jednotně shodli, že Bianchi mnohočetnou poruchou osobnosti opravdu trpí. Při občasných pochybnostech vždy došli k závěru, že není dostatečně inteligentní, aby dokázal vymyslet a propracovat život „Steva“. Jako Steve se přiznal k většině vražd, které spáchal s odvoláním na nenávist vůči své matce. Toto divadlo na lékaře zapůsobilo a Ken si potají mnul ruce. Zdálo se, že má vyhráno.
Sedmý a poslední doktor Orne ovšem vyvrátil celé Kennethovo divadlo, jediným pokusem - pokusem o hypnózu. Tím, že Bianchi sehrál příchod do hypnotického transu a vymyslel si další osobnost, čímž měl být „Billy“, svou lež o nemoci prozradil. Obvinění za vraždy, ke kterým se přiznal jako Steve, na sebe nenechala dlouho čekat.
Kenneth Bianchi byl odsouzen 19.10. 1979 za zabití sedmi žen. Dohoda o poskytnutí důkazů výměnou za život nabyla opět v platnost. Pouhé tři dny poté byl zadržen Angelo Buono. Ten byl odsouzen v dubnu roku 1984 za deset vražd mladých žen.

## Kennethovy ženy ve věznici
- Veronica Comptonová

Již ve vazební věznici Kenneth stačil okouzlit jistou Veronicu „VerLyn“ Wallaceovou-Lynnovou-Comptonovou, scenáristku pracující na hororovém krváku o sériové vražedkyni. Poprosila Kennetha, zdali by si její scénář přečetl a vypomohl jí s detaily. Po několika dopisech se VerLyn do Kena zamilovala a chtěla mu pomoci z vězení. Společně vymysleli ďábelský plán, kdy měla VerLyn napodobit vraždy Škrtičů z Hillside. Důmyslný plán ale nevyšel díky shodě náhod - první žena, kterou vybrala pro tento plán, byla odbornicí na bojová umění. Při potyčce Veronicu přeprala a utekla. Policie VerLyn dopadla a odsoudila na 15 let odnětí svobody za snahu napodobit vraždy Škrtičů z Hillside pro Kennethovo osvobození.
- Shirlee Joyceová

21.9. 1989 se ve vězeňské kapli konala svatba Kennetha Bianchiho a Shirlee Joyceové. Seznámili se skrze dopisy, Shirlee se setkala s Kenem teprve den před svatebním obřadem a pouze na dvě hodiny. Den poté Bianchi odmítl pracovat a kvůli agresivnímu výpadu na policistu mu byl odepřen další možný styk se Shirlee. Roku 1993 se s Kennethem Shirlee rozvedla.

## Život škrtičů z Hillside dnes
Kenneth v roce 2005 podal již několikáté odvolání proti odsouzení za vraždy, ke kterým se v minulosti přiznal.
Angelo Buono 21. září roku 2002 zemřel na zástavu srdce ve věku 64 let.

## Kenneth Bianchi v kultuře
- Norská aggrotech kapela Combichrist jmenuje ve své písni „God Bless“ (česky „Bůh žehnej“) celou řadu sériových vrahů a teroristů, mezi nimi je i Kenneth Bianchi.[1][2]